# Peter Vonhof
Peter Vonhof (* 15. Januar 1949 in Berlin) ist ein ehemaliger deutscher Radrennfahrer.

## Sportliche Laufbahn
Bereits 1970 gewann Peter Vonhof zusammen mit Günter Haritz, Hans Lutz und Günther Schumacher die Weltmeisterschaft in der Mannschaftsverfolgung der Amateure in Leicester. Er startete für den Verein BRC Opel Schüler Derby.
1973, 1974 und 1975 wurde Peter Vonhof mit dem westdeutschen Bahnvierer dreimal in Folge Weltmeister. Vonhof, Hans Lutz und Günther Schumacher waren bei jedem Titel beteiligt, 1973 durch Günter Haritz, 1974 durch Dietrich Thurau und 1975 durch Gregor Braun ergänzt.
Der Bahnvierer, das „Flaggschiff“ des Bahnradsports, wurde von Gustav Kilian trainiert, einem Spezialisten für das Entdecken von Verfolgertalenten.
Bei den Olympischen Sommerspielen 1972 in München gehörte Vonhof zur Mannschaft des sogenannten „Gold-Vierers“, fuhr allerdings nicht im Finale. Bei den Olympischen Sommerspielen 1976 in Montreal wurde das starke deutsche Team erneut seiner Favoritenrolle in der Mannschaftsverfolgung gerecht und schlug in der Besetzung Braun, Lutz, Schumacher und Vonhof im Finale die UdSSR. Ein Jahr später, bei den Bahn-Weltmeisterschaften 1977, wurde der Vierer mit Vonhof, Lutz, Schumacher und Henry Rinklin nochmals Vizeweltmeister, nur geschlagen von der Mannschaft der DDR. 1969 siegte er im Sechstagerennen für Amateure in West-Berlin.

## Ehrungen
1973 wurde Vonhof mit der Mannschaft zum Sportler des Jahres gewählt. Für seine sportlichen Leistungen wurde er am 11. September 1970 mit dem Silbernen Lorbeerblatt geehrt.